# 折沙他

印度27宿的折沙他位於天蠍座尾部

折沙他（Jyeshtha，梵文中的「長老」或「長者」）是印度教天文學和吠陀占星術中，月球宅邸二十七宿的第18宿。包括天蠍座的天蠍座ε、天蠍座ζ、天蠍座η、Sargasθ、天蠍座ι1、天蠍座κ、天蠍座λ、和天蠍座ν。